# Thomassen & Drijver-Verblifa

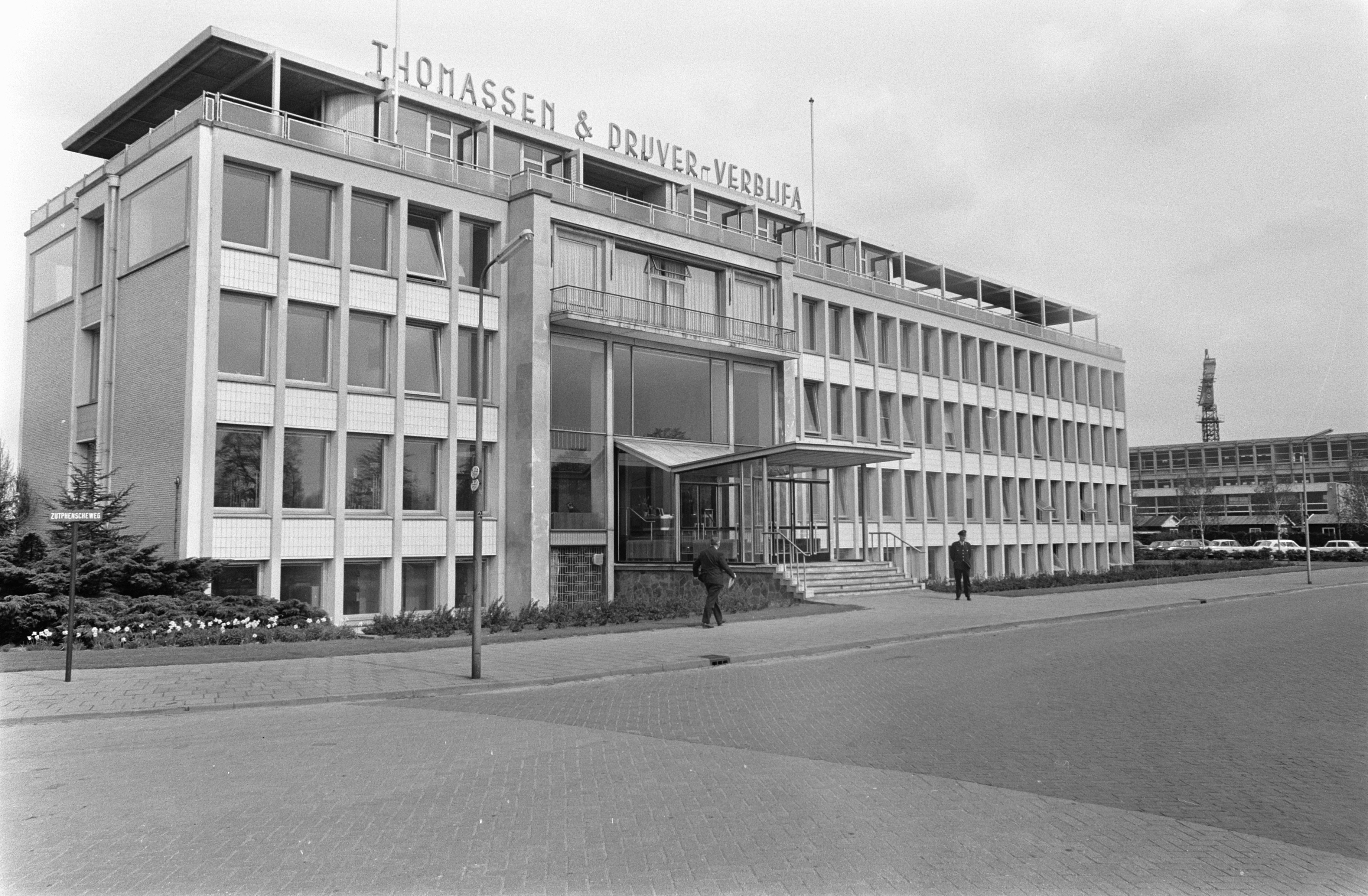
Hoofdkantoor te Deventer in 1969

Thomassen & Drijver-Verblifa (TDV) was een Nederlands bedrijf dat verpakkingen fabriceerde, bestemd voor de levensmiddelen- en chemische industrie. Voor het verpakkingsmateriaal werd dun gewalst plaatstaal of aluminium gebruikt. Het hoofdkantoor was gevestigd in Deventer en het bedrijf beschikte over fabrieken in onder andere Oss, Leeuwarden, Hoogeveen, Krommenie, Zaandam, Amsterdam, Doesburg, Deventer en Utrecht.

## Oprichting en fusie

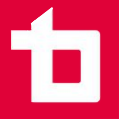
Beeldmerk T&D vanaf jaren 70.

Thomassen &  Drijver (T & D) werd opgericht in 1919. In 1952 werd blikfabriek Drenthina in Hoogeveen overgenomen. In 1953 werd een fabriek geopend in Oss. In 1958 begon men met de fabricage van kunststofverpakkingen onder de naam TEDECO. Ter gelegenheid van het 75-jarig bestaan van het bedrijf ontwierp kunstenaar M.C. Escher in 1963 een bijzonder verpakkingsblik dat bekendstaat onder de naam de Icosaëder met zeesterren en schelpen. In 1964 nam T & D het Belgische Sobemi over.
In 1965 ontstond Thomassen & Drijver-Verblifa uit een fusie van T & D met De Vereenigde Blikfabrieken (Verblifa), een grote Amsterdamse blikdrukkerij die oorspronkelijk afkomstig was uit de Zaanstreek. Als gevolg van de fusie werden diverse fabrieken gesloten, op 16 april 1969 werd bijvoorbeeld de sluiting van de fabrieken in Krommenie, Utrecht en Dordrecht bekendgemaakt, waarbij vele ontslagen vielen. Vanwege een alsmaar groeiende vraag naar conservenblikken en een hiermee gepaard gaand personeelstekort in de productie was TDV begin jaren 1970 een van de eerste Nederlandse bedrijven die gastarbeiders naar Nederland liet overkomen.

## Continental Can
In 1970 werd TDV overgenomen door Continental Can Company (CCC), destijds de op een na grootste metaalverpakkingsfabrikant van de Verenigde Staten, via hun dochteronderneming Europemballage die het jaar ervoor ook al het Duitse Schmalbach-Lubeca had overgenomen. Dit stuitte in eerste instantie op bezwaren van de Europese Commissie, maar deze werden door het Europees hof van Justitie van tafel geveegd. In 1984 werd CCC gekocht door Peter Kiewit & Sons. In 1990 was er sprake van dat het Amerikaanse Ball Corporation 33 verpakkingsfabrieken behorende tot Continental Can Europe (CCE) van CCC over zou nemen, inclusief die van TDV. Deze overname ging uiteindelijk om financiële redenen niet door. In 1991 werd CCE wel aan het Duitse conglomeraat VIAG verkocht.

## Impress
VIAG bracht de activiteiten onder in de afdeling Verpakkingen en splitste CCE. In 1997 werden de metaalverpakkingsonderdelen van VIAG, waaronder enkele delen van TDV en delen van Schmalbach-Lubeca verkocht aan Doughty Hanson & Co, een Britse private equity-firma, waarop het samen met de metaalverpakkingsdelen die het Franse Pechiney in de verkoop bracht, ondergebracht werd in een nieuw gecreëerd metaalverpakkingsconcern, Impress Group. In 2009 werkten er bij Impress iets meer dan 8500 mensen en wereldwijd beschikte het concern over meer dan zestig fabrieken. In Nederland waren er in dat jaar vestigingen in Deventer (tevens hoofdvestiging van Impress), Doesburg, Hoogeveen, Leeuwarden en Zaandijk. Voor Doesburg viel in 2010 het doek. Op 7 december 2010 werd Impress overgenomen door het Ierse Ardagh Glass dat vervolgens haar naam wijzigde in Ardagh Group.

## Ball Corporation
In 2000 maakten VIAG en VEBA bekend samen te gaan en zich om te vormen tot het energiebedrijf E.ON. Wat over was van de dochtermaatschappij Verpakkingen (glas, petflessen, deksels en aluminiumblikken) werd in delen verkocht. Het laatst overgebleven onderdeel van TDV, de aluminium blikfabriek in Oss, werd, samen met soortgelijke onderdelen van Schmalbach-Lubeca, verkocht aan het Amerikaanse Ball Corporation en kwam toen onder diens dochteronderneming Ball Packaging Europe (BPE) te vallen. In 2016 werd bekend dat Ball en Rexam zouden gaan fuseren. De Europese Commissie bepaalde dat deze nieuwe organisatie een monopoliepositie in Europa zou krijgen wat betreft consumentenblik, en bepaalde dat enkele fabrieken verkocht dienden te worden. Onder andere de fabriek in Oss werd verkocht. Als gevolg hiervan kreeg de Ardagh Group ook dit laatste onderdeel van het voormalige TDV in handen.

## Trivium Packaging
In 2019 werd bekend dat Ardagh Food Specialty en Exal samengingen onder de naam Trivium Packaging. Dit werd in 2020 de nieuwe naam op de gevel van de voormalige T&D fabriek in Deventer. De voormalige T&D vestiging in Hoogeveen ging ook verder onder de vlag van Trivium en vierde in 2025 haar 100-jarig bestaan.

## Sobemi
Het Belgische onderdeel van T&D, Sobemi, werd in 2000 door Impress opgeheven. Alleen de batterijbedrukking bleef bestaan. In 2005 werd die verkocht aan Shetron. In 2012 moest ook dit laatste onderdeel zijn deuren sluiten.